# Benthopélagique
Synonyme de « Benthopélagique » : benthique.
L'adjectif benthopélagique dérive de la combinaison benthos et pélagique pour préciser qu'une espèce vit « indifféremment » dans la colonne d'eau, quelle soit d'eau douce ou d'eau de mer.

## Présentation

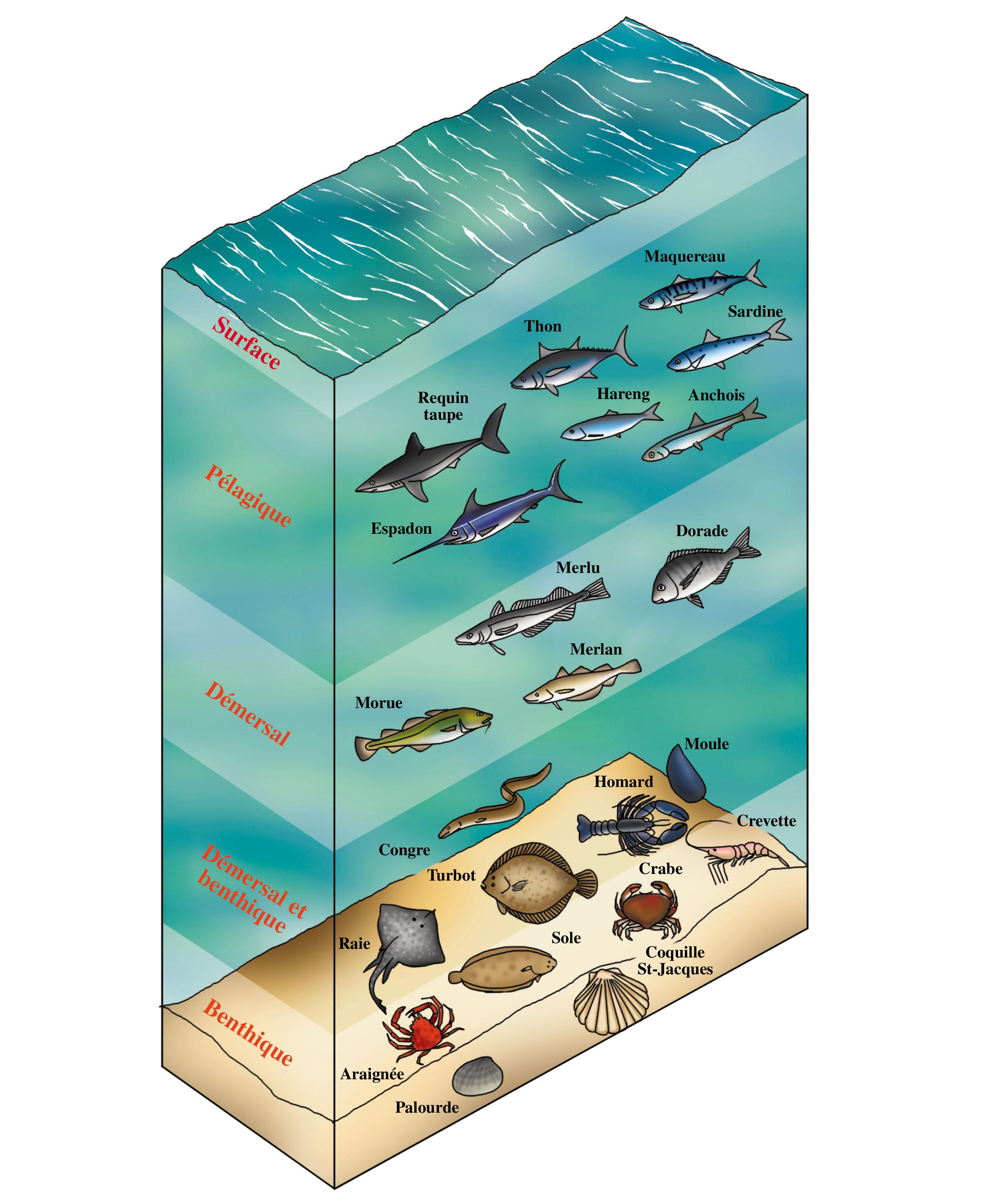
La colonne d'eau et ses différents étages d'espèces.

L'adjectif « benthopelagic » existe aussi en anglais,